# Casarea dussumieri
Genre
Espèce
Synonymes
- Boa dussumieri Schlegel, 1837

Statut de conservation UICN

 EN D : En danger
Statut CITES
Casarea dussumieri, unique représentant du genre Casarea, est une espèce de serpents de la famille des Bolyeriidae. En français cette espèce est appelée Boa de l'île Ronde de Schlegel[réf. souhaitée].

## Répartition
Cette espèce est endémique de l'île Ronde, un îlot à quelques kilomètres au nord de l'île Maurice.

## Étymologie
Le nom scientifique de cette espèce fait référence à Jean-Jacques Dussumier (1792-1883), un marin de la marine française ayant collecté de nombreux spécimens de ce reptile. Son nom vernaculaire commémore le zoologiste allemand Hermann Schlegel (1804-1884).

## Publications originales
- Gray, 1842 : Synopsis of the species of prehensile-tailed Snakes, or family Boidae.  Zoological Miscellany, London, vol. 2, p. 41-46 (texte intégral).
- Schlegel, 1837 : Essai sur la physionomie des serpens, La Haye, J. Kips, J. HZ. et W. P. van Stockum, (texte intégral : vol. 1 & vol. 2).